# 자유군
군론에서 자유군(自由群, 영어: free group)은 그 아무런 관계를 갖지 않는 표시를 가질 수 있는 군이다. 즉, 군의 대수 구조 다양체의 자유 대수이다.

## 정의
자유군은 군의 구체적 범주 {\displaystyle \operatorname {Grp} \to \operatorname {Set} }의 자유 대상이다. 즉, 군의 범주에서 집합의 범주로 가는 망각 함자
{\displaystyle \operatorname {Forget} \colon \operatorname {Grp} \to \operatorname {Set} }
는 왼쪽 수반 함자
{\displaystyle \langle -\rangle \colon \operatorname {Set} \to \operatorname {Grp} }
{\displaystyle \langle -\rangle \dashv \operatorname {Forget} }
를 가지며, 집합 {\displaystyle S}로부터 생성되는 자유군 {\displaystyle \langle S\rangle }은 함자 {\displaystyle \langle -\rangle }에 대한 상이다.

### 구성
집합 {\displaystyle S}로부터 생성되는 자유군은 구체적으로 다음과 같이 구성할 수 있다. {\displaystyle S}의 원소들을 형식적 기호로 생각하고, 기호들의 집합 {\displaystyle S^{-1}=\{s^{-1}\colon s\in S\}}를 생각하자. 그렇다면, 알파벳 {\displaystyle S\sqcup S^{-1}}으로 구성되는 문자열 {\displaystyle \sigma \in (S\sqcup S^{-1})^{*}}을 생각할 수 있다 ({\displaystyle ^{*}}는 클레이니 스타).
문자열 {\displaystyle \sigma \in (S\sqcup S^{-1})^{*}}이
{\displaystyle ss^{-1}\qquad (s\in S)}
또는
{\displaystyle s^{-1}s\qquad (s\in S)}
꼴의 부분 문자열을 갖지 않는다면, 이를 기약 문자열(영어: reduced string)이라고 한다. 임의의 문자열 {\displaystyle \sigma \in (S\sqcup S^{-1})^{*}}에 대하여, 위의 꼴의 부분 문자열들을 (임의의 순서로) 거듭하여 제거하면 결국 기약 문자열을 얻으며, 이렇게 얻는 기약 문자열은 부분 문자열의 제거 순서와 무관하다. 이를 문자열의 축소화(영어: reduction)라고 하자. 그렇다면, 자유군 {\displaystyle \langle S\rangle }은 {\displaystyle (S\sqcup S^{-1})^{*}} 속의 기약 문자열들의 집합으로 구성할 수 있다. 이 경우, 기약 문자열 {\displaystyle \sigma ,\sigma '\in (S\sqcup S^{-1})^{*}}에 대하여, 군 이항 연산 {\displaystyle \sigma \cdot \sigma '}은 두 문자열의 이음 {\displaystyle \sigma \sigma '}의 축소화이다.
이 구성에서 군의 항등원은 길이 0의 문자열이며, 기약 문자열 {\displaystyle \sigma }의 역원은 {\displaystyle \sigma }의 순서를 거꾸로 한 뒤, {\displaystyle s\in S} 꼴의 알파벳은 {\displaystyle s^{-1}}로, {\displaystyle s^{-1}\in S^{-1}} 꼴의 알파벳은 {\displaystyle s}로 치환하여 얻는 문자열이다. (이러한 문자열은 항상 기약 문자열이다.)

## 성질

### 크기
집합 {\displaystyle S}로부터 생성되는 자유군 {\displaystyle \langle S\rangle }의 크기는 다음과 같다.
{\displaystyle |\langle S\rangle |={\begin{cases}1&|S|=0\\\aleph _{0}&1\leq |S|\leq \aleph _{0}\\|S|&|S|\geq \aleph _{0}\end{cases}}}
두 집합 {\displaystyle S}, {\displaystyle T}에 대하여 다음 두 조건이 동치이다.
- {\displaystyle |S|=|T|}
- {\displaystyle \langle S\rangle }와 {\displaystyle \langle T\rangle }는 군으로서 서로 동형이다.

자유군 {\displaystyle F}의 계수는 {\displaystyle F}를 생성하는 집합의 크기이다. 이는 위 정리에 따라 유일하다.

### 군론적 성질
계수가 0인 자유군은 자명군이다. 계수가 1인 자유군은 무한 순환군이다. 계수가 2 이상인 자유군은 비아벨 군이다. 정의에 따라, 모든 군은 어떤 자유군의 몫군으로 나타낼 수 있다. 가산 계수의 자유군의 몫군으로 나타내어지는 군을 유한 생성 군(영어: finitely generated group)이라고 한다.
자유군의 아벨화는 자유 아벨 군이다.

#### 부분군
닐센-슈라이어 정리(영어: Nielsen–Schreier theorem)에 따르면, 자유군의 모든 부분군은 자유군이다. 이 정리는 야코브 닐센(덴마크어: Jakob Nielsen, 1890~1959)이 1921년에 유한 생성 부분군에 대하여 증명하였으며, 오토 슈라이어(독일어: Otto Schreier, 1901~1929)가 1927년 하빌리타치온 논문에서 일반적인 경우에 대하여 증명하였다. 닐센-슈라이어 정리의 증명은 선택 공리를 필요로 한다. 선택 공리가 성립하지 않으며, 닐센-슈라이어 정리 역시 거짓인 체르멜로-프렝켈 집합론의 모형이 존재한다.
계수가 2개 이상인 자유군은 모든 가산 계수의 자유군을 부분군으로 갖는다.

### 논리학적 성질
알프레트 타르스키는 1945년 경에 계수가 2 이상인 자유군의 1차 논리 이론은 모두 동형이며, 이는 결정 가능 이론이라고 추측하였다. 이 두 추측을 증명하는 두 편의 논문이 2006년에 발표되었으나, 이 논문들에 대해서는 아직 논란이 있다.

## 응용
계수 2의 자유군의 케일리 그래프는 바나흐-타르스키 역설의 증명에 등장한다.
대수적 위상수학에서, 임의의 기수 {\displaystyle \kappa }에 대하여, {\displaystyle \kappa }개의 원들의 쐐기합 {\displaystyle \textstyle \bigwedge ^{\kappa }\mathbb {S} ^{1}}의 기본군은 계수 {\displaystyle \kappa }의 자유군이다.

## 같이 보기
- 자유곱
- 자유 아벨 군